# Megachile calida
Megachile calida là một loài Hymenoptera trong họ Megachilidae. Loài này được Smith mô tả khoa học năm 1879.